# Cenaida Uribe
Cenaida Cebastiana Uribe Medina  é ex-voleibolista peruana atuante na posição de atacante em clubes nacionais e internacionais e integrou a lendária geração da Seleção Peruana de Voleibol Feminino que por muitos anos estabeleceu a hegemonia no continente.

## Carreira
Em  sua trajetória  na categoria juvenil  conquistou a medalha de prata  no Mundial Juvenil de 1981. Era jogadora reserva  na equipe seleção peruana  que  conquistou a medalha de prata no Mundial de 1982 e seu grande feito na carreira de voleibolista  na categoria adulta foi disputar a inédita final olímpica de 19988 em Seul contra a poderosa Seleção da ex-URSS onde também esteve a grandes jogadoras como Cecilia Tait, Gabriela Pérez del Solar, Natalia Málaga e  Rosa García, tais jogadoras peruanas fizeram parte de uma geração que por muito pouco não conquista a medalha de ouro, ficando com a honrosa  medalha de prata, comandadas pelo grande treinadorsul-coreano Man Bok Park. Contemporânea  também na carreira política e no Congresso Peruano de  Gabriela Pérez del Solar.Em 1996  fez o  Curso para treinadores de Voleibol  no Centro de Capacitação  Técnica de Voleibol. Já em 2003 se especializa em Administração de Empresas. No período de 2005 – 2006 foi Assessora do Grupo Parlamentar “Alianza Naconal” . Recebe em 2008 uma homenagem pela sua contribuição pela Federação Nacional Esportiva (Peru).Em 2009 foi a Coordenadora do Congresso  para a realização da candidatura da cidade de Lima como sede dos XVII Jogos Pan-Americanos de 2015.No ano de 2010 se forma em Direito na  Universidade de San Martín de Porres .No mesmo ano fez parte  da Comissão Organizadora dos XVI Jogos Sul-Americanos Escolares de Lima 2010. Coordenou Congresso juntamente com Comitê Olímpico Peruano e as Federações Esportivas Nacionais, para receber as reivindicações dos esportistas.
Em 2011 chega ao fim seu noivado com ator peruano Javier Delgiudice.Eleita pela primeira vez para o Congresso Peruano com mandato de 2006-2011 e reeleita Congressista da República  pelo  Partido Nacionalista Peruano “Gana Peru”  nas eleições  de 2011.
Atualmente dedica-se a sua carreira política e a seu filho Alejandro.

## Clubes
| Club                 | País   | De   | Até  |
| Divino Maestro       | Peru   | 1980 | 1988 |
| Bologna              | Itália | 1988 | 1989 |
| Imet Perugia         | Itália | 1989 | 1990 |
| Caltagirone          | Itália | 1990 | 1991 |
| Sumirago Varese      | Itália | 1991 | 1993 |
| Voley Bari           | Itália | 1993 | 1994 |
| Rio Casa Mia Palermo | Itália | 1994 | 1995 |
| Florentina Voley     | Itália | 1995 | 1996 |

## Títulos e Resultados
Mundial Juvenil
- 1985-8º Lugar (Milão,  Itália)[6]

Copa do Mundo de Voleibol Feminino
- 1985- 5º Lugar ( Japão)[6]
- 1989- 5º Lugar ( Japão)[6]

Campeonato Mundial de Voleibol Feminino
- 1990- 6º Lugar (Pequim  China)[6]

Torneio Internacional
- 1987- Campeã  da Copa do Japão[6]

## Premiações Individuais
- 1988- Lauréis Olímpicos: Jogos Olímpicos de Seul[6]
- 2004- Diploma de Honra  pelo Apoio e Colaboração as Olimpíadas Especiais do Peru 2004[6]
- 2008- Diploma de Honra Sócia Honorária da Federação Esportiva Nacional  de Levantamento de Potencia[6]